# Kurátor sbírky

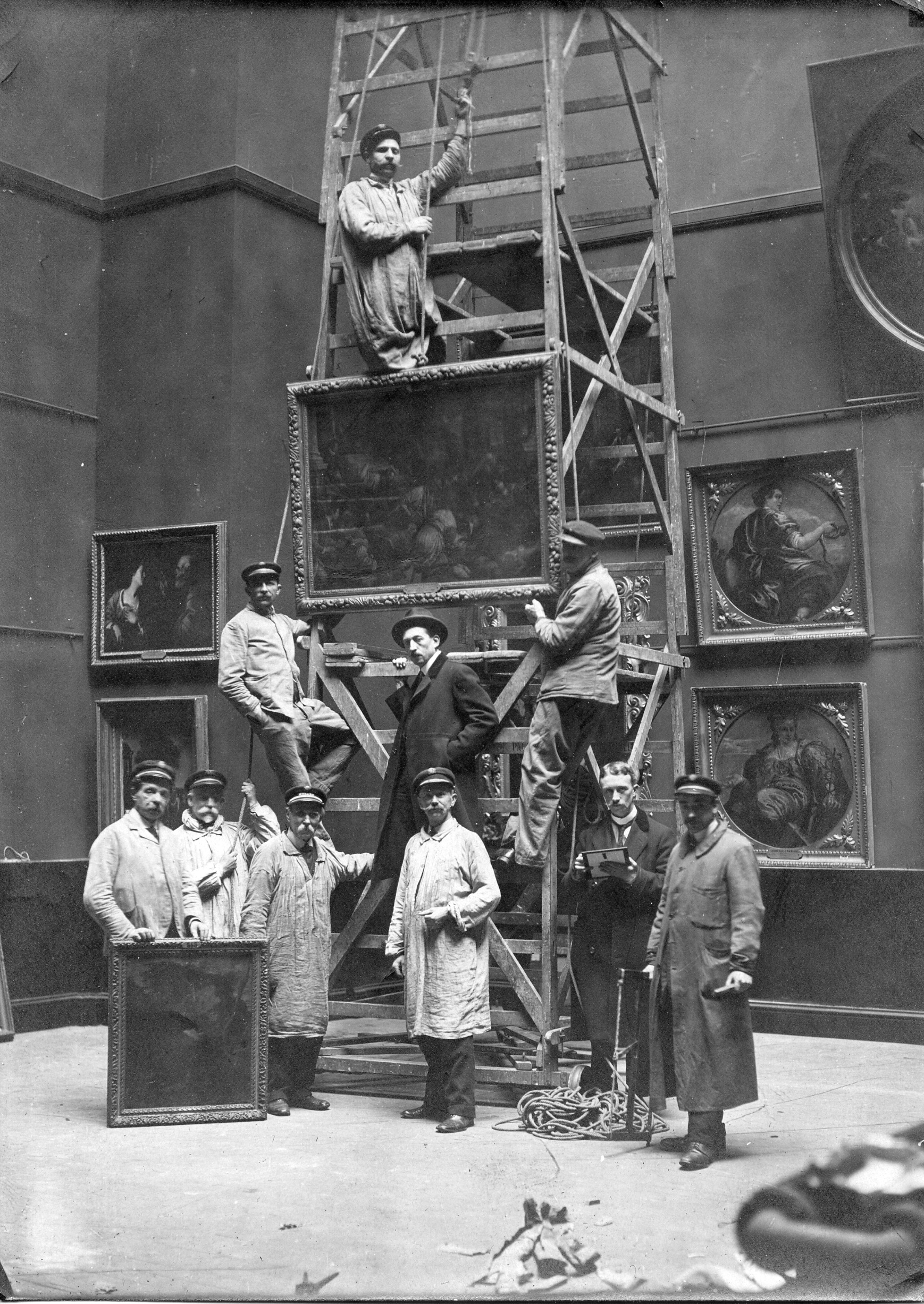
Rekonstrukce galerie španělského a italského malířství v Paláci krásných umění v Lille (muzeum) dva roky po první světové válce. Uprostřed obrazu: Émile Théodore (kurátor muzea v letech 1912–1937).

Kurátor sbírky (kurátor sbírkového fondu, kustod sbírky) je odborník, který se stará o sbírku např. knihovny, galerie, muzea či archivu. Mezi jeho povinnosti patří rozhodování o pořízení nových děl, výzkum související s objekty sbírky, interpretace shromážděných děl, tvorba jejich popisů, katalogů apod.
V menších institucích to může být právě kurátor, kdo nese výhradní odpovědnost za akvizici sbírkových předmětů a péči o ně. Kurátor rozhoduje o tom, jaké předměty se pořídí, dohlíží na péči o ně a na jejich dokumentaci, zajišťuje řádné zabalení sbírkových předmětů před jejich převozem, provádí výzkum a sdílí jeho výsledky s veřejností a akademickou obcí prostřednictvím výstav a publikací. Ve velmi malých muzeích, založených dobrovolníky, je často kurátor jediným placeným zaměstnancem.
Ve větších institucích je kurátor především předmětovým specialistou, od něhož se očekává, že bude rozhodovat o akvizici sbírkových předmětů a provádět výzkum. Tyto instituce mohou mít více kurátorů, z nichž je každý přiřazen k určité oblasti sbírek (např. kurátor starověkého umění, kurátor grafiky a kresby atd.) a často podřízených hlavnímu kurátorovi. V těchto organizacích mohou na fyzickou péči o sbírky dohlížet vedoucí muzejních sbírek nebo muzejní konzervátoři a dokumentace a administrativní záležitosti (např. pojištění a půjčky) budou zpracovávány muzejním registrátorem.